# Sushi (EP)
Sushi è il secondo EP di Neuroticfish pubblicato nel 2001.

## Tracce
1. Wake Me Up! (Club Edit) - 5:12
2. Wake Me Up! (Remix) - 4:54
3. Care - 6:08
4. Rotten (Demo) - 4:10
5. Mechanic of the Sequence - 4:35
6. Wake Me Up! (Recompiled) - 5:54
7. Wake Me Up! (Extended version) - 9:39
8. Velocity - 5:00
9. Velocity (Club Edit) - 5:31
10. Neurocaine - 4:33
11. M. F. A. P. L. (Remix) - 5:20
12. All I Say - 4:52
13. Black Again V3 - 2:30